# Parascandolaite
La parascandolaite (simbolo IMA: Psd) è un minerale molto raro del supergruppo della perovskite, all'interno del quale viene collocato nel gruppo delle perovskiti stechiometriche e da lì al sottogruppo della neighborite; appartiene alla famiglia degli "alogenuri" e possiede composizione chimica KMgF3.

## Etimologia e storia
La parascandolaite prende il nome da Antonio Parascandola (1902 - 1977), professore di mineralogia, geologia e successivamente vulcanologia e geografia fisica. Fece osservazioni dettagliate sulle condizioni di formazione dei minerali nelle fumarole. Il minerale è stato trovato nelle scorie formatesi durante l'eruzione del 1944 studiata da Parascandola.

## Classificazione
La classica nona edizione della sistematica dei minerali di Strunz, aggiornata dall'Associazione Mineralogica Internazionale (IMA) nel 2009, non elenca la parascandolaite, poiché essa è stata approvata dall'IMA nel 2013.
Il minerale è presente nell'edizione successiva, proseguita dal database "mindat.org" e chiamata Classificazione Strunz-mindat, dove la parascandolaite si trova nella classe "3. Alogeni" e nella sottoclasse "3.A Alogeni semplici, senza H2O"; questa viene ulteriormente suddivisa in base al rapporto metallo:alogeno, in modo tale da trovare il minerale nella sezione "3.AA M:X = 1:1, 2:3, 3:5, ecc." dove insieme a neighborite forma il sistema nº 3.AA.35.

## Abito cristallino
La parascandolaite cristallizza nel sistema cubico nel gruppo spaziale Pm3m (gruppo nº 221) con il parametro di cella a = 4,0032(9) Å, oltre ad avere 1 unità di formula per cella unitaria.

## Origine e giacitura
La parascandolaite è stata trovata in un sublimato vulcanico da una fumarola con temperatura di circa 80° C, ma è stata trovata anche come nanoinclusione in diamanti alluvionali. La paragenesi è con cerussite, phoenicochroite, fluornatrocoulsellite, mimetite e opale.
La parascandolaite è un minerale rarissimo ed è stato trovato solo nella sua località tipo, il monte Vesuvio (città metropolitana di Napoli, in Italia) e, sempre in Italia, è stata trovata anche nelle fumarole vesuviane presso Ottaviano.
Ritrovamenti ci sono stati anche presso il fiume Sorriso nel Mato Grosso (Brasile); nel massiccio "Chuktukon" nel Bogučanskij rajon (territorio di Krasnojarsk) e nel massiccio "Tazheranskii" presso l'area del lago Bajkal (entrambi in Russia); nel distretto di Ngorongoro (in Tanzania).

## Forma in cui si presenta in natura
La parascandolaite si presenta in cristalli cubici fino a 0,5 mm.
Il minerale è trasparente, con lucentezza vitrea; il colore è bianco, ma può essere anche incolore.